# الأكاديمية النمساوية للعلوم
الأكاديمية النمساوية للعلوم (بالألمانية: Österreichische Akademie der Wissenschaften)، هي مؤسسة نمساوية وطنية غير ربحية، يقع مقرها في العاصمة فيينا. تتمثل مهمتها الرئيسية في تعزيز ودعم تطوير العلم، ولا سيما ما يتعلق بالبحوث الأساسية. تأسست في سنة 1847 على نموذج باقي الجمعيات العلمية الأخرى، مثل الأكاديمية الألمانية للعلوم الطبيعية ليوبولدينا، الأكاديمية الفرنسية للعلوم أو الجمعية الملكية.
احتلت الأكاديمية النمساوية للعلوم في سنة 2009 المرتبة ال82 من بين أفضل 300 مؤسسة بحثية حول العالم، استنادا إلى تواجدها على شبكة الإنترنت، وفقا لتقييم ويبوميتركس العالمي للجامعات.

## تاريخ
يعود أصل فكرة تأسيس الأكاديمية النمساوية للعلوم إلى سنة 1713، حيث اقترح غوتفريد لايبنتس حينها إنشاء جمعية علمية نمساوية، مستوحاة من أكاديمية العلوم والجمعية الملكية. بحلول 14 مايو 1847 تأسست الأكاديمية أخيرا على يد فرديناند الأول إمبراطور النمسا تحت مسمى «الأكاديمية الملكية للعلوم» في فيينا.
سرعان ما باشرت الأكاديمية إجراءها لأبحاث واسعة النطاق. في العلوم الإنسانية، بدأت الأكاديمية الملكية ببحث ونشر مصادر تاريخية هامة عن النمسا. كما شملت أبحاثها أيضا مجموعة واسعة من المواضيع المتعلقة بالعلوم الطبيعية. حصلت الأكاديمية في سنة 1857 على حق استخدام جامعة فيينا السابقة.
في أعقاب تسوية ما بعد انتهاء الحرب العالمية الأولى التي وضعت حدا للجمهورية الألمانية النمساوية، جاء القانون الإتحادي لعام 1921 ليضمن رسميا الأساس القانوني للأكاديمية، حيث وضع لها مكانا في جمهورية النمسا الأولى التي أنشئت حديثا. لتصبح اعتبارا من منتصف الستينات بمثابة المؤسسة الرائدة في البلاد في مجال البحوث الأساسية غير الجامعية.
الأكاديمية هي أيضا جمعية علمية، من بين أبرز أعضائها السابقين هناك: كريستيان دوبلر، تيودور بيلروت، أنطون إيسيلسبرغ، إدوارد سوس، لودفيغ بولتزمان، بول كريتشمر، جوليوس فون سكلوسر وهانز هورست ماير والفائزين بجائزة نوبل يوليوس فاغنر فون ياورغ وفيكتور هس وإرفين شرودنغر وكونراد لورنتس.

## المرافق البحثية

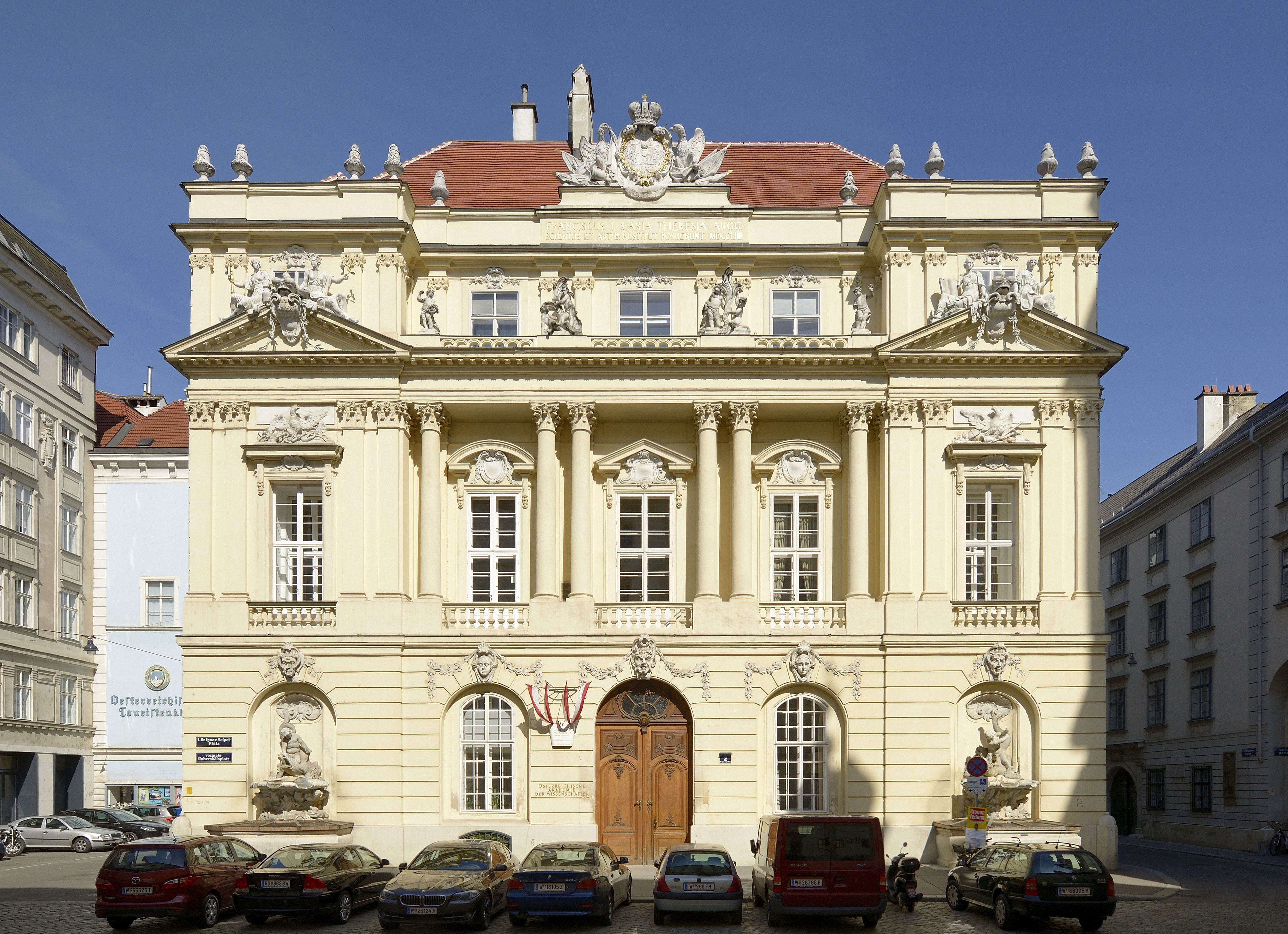
مبنى مقر الأكاديمية النمساوية للعلوم

قامت الأكاديمية النمساوية للعلوم منذ تأسيسها بإنشاء ما يفوق ال25 مؤسسة. بحلول سنة 2012 أدت عملية إعادة التنظيم إلى استعانة الأكاديمية بمصادر خارجية فضلا عن اندماج عدد من مؤساتها ومعاهدها المختلفة. تنقسم معاهد الأكاديمية إلى قسمين رئيسيتين، معاهد مخصصة للرياضيات والعلوم الطبيعية وأخرى للعلوم الإنسانية والاجتماعية.
في مجال العلوم الإنسانية، هناك معهد دراسة الثقافة القديمة'، وهو معروف جيحا بتحليل لنتائج الحفريات في كارنونتم وأفسس، ومعهد بحوث الجبال متعددة التخصصات، مع التركيز على علم الأحياء، ومعهد الدراسات الثقافية وتاريخ المسرح  ثم  معهد فيينا للديموغرافيا وغيرها. فيما تشمل المرافق الأخرى التابعة للأكاديمية والتي تركز على العلوم الطبيعية، كلا.من معهد التكنولوجيا الحيوية الجزيئية (الذي يتم تشغيله بالتعاون مع شركة بورينجر إنجلهايم الألمانية)، معهد جريجور مندل ومعهد البيولوجيا الجزيئية سالزبورغ ومركز.أبحاث الطب الجزيئي ومعهد البصريات والمعلومات الكمية ومعهد بحوث الصوتيات بالإضافة إلى معهد بحوث الفضاء.

## معرض البحوث
خلال فترة رئاسته للأكاديمية (2003-1991)، بدأ البروفسور ويرنر ويلزيغ إنشاء معرض البحث العلمي. بحلول سنة 2005 نظم المعرض معرضه التجريبي الأول «رسم الخلافات: حالة الأغذية المعدلة وراثيا»،  الذي نظمته في مبنى ألت أولا في فيينا.

## الرئاسة
توجد الأكاديمية النمساوية للعلوم تحت رئاسة أنطون تسايلينغر منذ سنة 2013، ثم أعيد انتخابه مرة أخرى بحلول سنة 2017 لولاية جديدة ستستمر إلى غاية 2022.
يتكون منصب الرئاسة من لجنة رئاسية تشمل نائب الرئيس مايكل أرام، الامين العام أرنولد سوبان والسكرتير جورج ستينغل.